# Kokskåle
Kokskåle är en enkel kägelformad hydda av resvirke, som i norra Sverige i äldre tid använts som sommarkök, tillfällig bostad eller vedskjul på bondgårdar och ibland också som kokhus på fäbodarna. Det är ett exempel på hur ett ytterst ålderdomligt kulturelement kunnat kvarleva i en speciell funktion. När kokskåle använts för bostadsändamål har de resta stängerna haft en täckning av bl. a. bark och torv.